# 天主教布拉干薩-米蘭達教區
天主教布拉干薩-米蘭達教區（拉丁語：Dioecesis Brigantiensis-Mirandensis），是以葡萄牙的一個天主教教區。屬布拉加總教區。
轄區包括布拉干薩區。現任教區為主教為若瑟·加爾西亞·科代羅。

## 人口分布
2011年，有149,400名教友，估轄區總人口98.4%，有326個堂區、90名司鐸、4名終身執事、10名修士、104名修女。

## 教区历史
1545年3月23日成立米蘭達教區。
1770年7月10日布拉干薩教區成立。
1780年9月27日兩教區合併。
1996年5月27日易名至今。